# 印第安納號戰艦 (BB-1)
印第安納號戰艦（舷號BB-1）是一艘隸屬於美國海軍的戰艦，為印第安納級戰艦的首艦。她是美軍第一艘以印第安納州為名的軍艦。
印第安納號在1891年在費城的克雷普父子造船廠（William Cramp & Sons Ship & Engine Building Co.）開始建造，並在1893年下水，最終在1895年服役。接著印第安納號參與了美西戰爭，戰後又曾作多次改裝。1919年印第安納號退役，並在1920年用作靶艦在淺海擊沉。1924年海軍將印第安納號的殘骸拆解出售。